# Segunda División B 2017 (Uruguay)
Het seizoen 2017 van de Segunda División B was het eerste seizoen van deze Uruguayaanse voetbalcompetitie op het derde niveau. De Segunda División B verving vanaf dit seizoen de Segunda División Amateur als derde divisie van Uruguay. De competitie begon op 28 mei 2017 en eindigde op 2 december 2017.

## Teams
Er namen vijftien ploegen deel aan de Segunda División B tijdens het seizoen 2017. Elf ploegen deden vorig seizoen ook mee aan deze competitie. CA Bella Vista, CSD Huracán Buceo en CD Parque del Plata waren vorig seizoen niet aangesloten bij de AUF en deden toen dus niet mee aan de landelijke competities. CS Cerrito werd vorig seizoen kampioen en promoveerde naar de Segunda División. Hun plek werd ingenomen door Rocha FC, dat uit de Segunda División was gedegradeerd. CA Mar de Fondo, de nummer tien van vorig seizoen, schreef zich niet in bij de AUF en nam niet meer deel aan de competitie.
| Club                  | Stad             | Vorig seizoen |
| --------------------- | ---------------- | ------------- |
| Albion FC             | Montevideo       | 9e            |
| CA Alto Perú          | Montevideo       | 12e           |
| CA Artigas            | Montevideo       | 11e           |
| CA Basáñez            | Montevideo       | 2e            |
| CA Bella Vista        | Montevideo       | Geen deelname |
| Colón FC              | Montevideo       | 4e            |
| CSD Huracán Buceo     | Montevideo       | Geen deelname |
| La Luz FC             | Montevideo       | 13e           |
| CSD Los Halcones      | Montevideo       | 7e            |
| CD Parque del Plata   | Parque del Plata | Geen deelname |
| CA Platense           | Montevideo       | 5e            |
| IA Potencia           | Montevideo       | 6e            |
| Rocha FC              | Rocha            | 11e (2ª)      |
| Salus FC              | Montevideo       | 8e            |
| Uruguay Montevideo FC | Montevideo       | 3e            |

## Apertura
Het Torneo Apertura werd gespeeld van 28 mei tot en met 10 september 2017. Alle ploegen speelden eenmaal tegen elkaar. De ploeg met de meeste punten werd winnaar van de Apertura en kwalificeerde zich tevens voor de finale van het Campeonato.
Met nog één wedstrijd te gaan hadden vier ploegen kans om de Apertura te winnen: Albion FC (32 punten), CA Platense (30 punten), CA Basáñez en Colón FC (allebei 29 punten). Albion speelde op de laatste speeldag met 1–1 gelijk tegen Salus FC. Dit was genoeg voor de zege, omdat Platense met 3–1 verloor van Colón.

### Eindstand Apertura
|     | Club                  | Sp. | W  | G | V  | Pnt. | DV | DT | DS  |
| --- | --------------------- | --- | -- | - | -- | ---- | -- | -- | --- |
| 1.  | Albion FC             | 14  | 10 | 3 | 1  | 33   | 32 | 11 | +21 |
| 2.  | CA Basáñez            | 14  | 10 | 2 | 2  | 32   | 34 | 9  | +25 |
| 3.  | Colón FC              | 14  | 9  | 5 | 0  | 32   | 23 | 7  | +16 |
| 4.  | CA Platense           | 14  | 9  | 3 | 2  | 30   | 32 | 12 | +20 |
| 5.  | CA Bella Vista        | 14  | 8  | 3 | 3  | 27   | 19 | 9  | +10 |
| 6.  | CSD Huracán Buceo     | 14  | 7  | 2 | 5  | 23   | 27 | 19 | +8  |
| 7.  | Uruguay Montevideo FC | 14  | 5  | 5 | 4  | 20   | 14 | 13 | +1  |
| 8.  | Rocha FC              | 14  | 5  | 4 | 5  | 19   | 20 | 19 | +1  |
| 9.  | IA Potencia           | 14  | 5  | 3 | 6  | 18   | 15 | 16 | –1  |
| 10. | La Luz FC             | 14  | 5  | 0 | 9  | 15   | 22 | 19 | +3  |
| 11. | CD Parque del Plata   | 14  | 4  | 3 | 7  | 15   | 18 | 23 | –5  |
| 12. | Salus FC              | 14  | 3  | 5 | 6  | 14   | 10 | 19 | –9  |
| 13. | CSD Los Halcones      | 14  | 1  | 4 | 9  | 7    | 12 | 33 | –21 |
| 14. | CA Alto Perú          | 14  | 1  | 1 | 12 | 4    | 11 | 39 | –28 |
| 15. | CA Artigas            | 14  | 1  | 1 | 12 | 4    | 9  | 50 | –41 |

### Legenda
| Kleur | Kwalificatie voor |
| ----- | ----------------- |
|       | Finale Campeonato |

## Clausura
De Clausura werd gespeeld van 23 september tot en met 19 november 2017. De ploegen werden verdeeld in twee groepen (acht ploegen in Groep A en zeven ploegen in Groep B) en speelden eenmaal tegen elkaar. In Groep A zaten de ploegen die in de Apertura op een oneven positie waren geëindigd, in Groep B de ploegen die op een even positie waren geëindigd. De groepswinnaars speelden vervolgens tegen elkaar in de finale. De winnaar van de finale kwalificeerde zich voor de finale van het Campeonato.
Beide groepen werden op de laatste speeldag beslist in een onderling duel. In Groep A speelden Albion FC en Colón FC 0–0 tegen elkaar, waardoor Colón zich kwalificeerde voor de finale. In Groep B plaatste CA Platense zich door met 3–0 van CA Basáñez te winnen. De finale tussen Colón en Platense eindigde in een 1–1 gelijkspel, waarna Colón de strafschoppen beter nam en zich winnaar van de Clausura mocht noemen.

### Groep A
|    | Club                  | Sp. | W | G | V | Pnt. | DV | DT | DS  |
| -- | --------------------- | --- | - | - | - | ---- | -- | -- | --- |
| 1. | Colón FC              | 7   | 5 | 1 | 1 | 16   | 11 | 5  | +6  |
| 2. | CA Bella Vista        | 7   | 5 | 0 | 2 | 15   | 12 | 8  | +4  |
| 3. | Albion FC             | 7   | 4 | 2 | 1 | 14   | 19 | 9  | +10 |
| 4. | IA Potencia           | 7   | 3 | 2 | 2 | 11   | 14 | 11 | +3  |
| 5. | CD Parque del Plata   | 7   | 3 | 1 | 3 | 10   | 10 | 10 | 0   |
| 6. | Uruguay Montevideo FC | 7   | 1 | 3 | 3 | 6    | 11 | 14 | –3  |
| 7. | CA Artigas            | 7   | 1 | 1 | 5 | 4    | 5  | 9  | –4  |
| 8. | CSD Los Halcones      | 7   | 0 | 2 | 5 | 2    | 5  | 19 | –14 |

### Groep B
|    | Club              | Sp. | W | G | V | Pnt. | DV | DT | DS  |
| -- | ----------------- | --- | - | - | - | ---- | -- | -- | --- |
| 1. | CA Platense       | 6   | 4 | 2 | 0 | 14   | 10 | 2  | +8  |
| 2. | CA Basáñez        | 6   | 4 | 1 | 1 | 13   | 17 | 7  | +10 |
| 3. | La Luz FC         | 6   | 3 | 1 | 2 | 10   | 7  | 8  | –1  |
| 4. | Salus FC          | 6   | 3 | 0 | 3 | 9    | 6  | 6  | 0   |
| 5. | Rocha FC          | 6   | 2 | 1 | 3 | 7    | 8  | 7  | +1  |
| 6. | CSD Huracán Buceo | 6   | 2 | 1 | 3 | 7    | 7  | 9  | –2  |
| 7. | CA Alto Perú      | 6   | 0 | 0 | 6 | 0    | 3  | 19 | –16 |

### Legenda
| Kleur | Kwalificatie voor |
| ----- | ----------------- |
|       | Finale Clausura   |

### Finale Clausura
|                                    |               |                                         |             |                                                                                                |
| 19 november 2017 16:00 uur (UTC−3) | Colón FC      | 1 - 1                                   | CA Platense | Estadio Parque Palermo, Montevideo Toeschouwers: 700 Scheidsrechter: Andrés Martínez (Uruguay) |
| 19 november 2017 16:00 uur (UTC−3) | Bejeres 82'   | Verslag (Tenfield) Verslag (El Ascenso) | 51' Gómez   | Estadio Parque Palermo, Montevideo Toeschouwers: 700 Scheidsrechter: Andrés Martínez (Uruguay) |
| 19 november 2017 16:00 uur (UTC−3) | Strafschoppen |                                         |             | Estadio Parque Palermo, Montevideo Toeschouwers: 700 Scheidsrechter: Andrés Martínez (Uruguay) |
| 19 november 2017 16:00 uur (UTC−3) | 5 – 3         |                                         |             | Estadio Parque Palermo, Montevideo Toeschouwers: 700 Scheidsrechter: Andrés Martínez (Uruguay) |

## Campeonato
|                                    |           |                                    |            |                                                                                            |
| 26 november 2017 16:00 uur (UTC−3) | Colón FC  | 1 - 1                              | Albion FC  | Estadio José Nasazzi, Montevideo Toeschouwers: 350 Scheidsrechter: Diego Dunajec (Uruguay) |
| 26 november 2017 16:00 uur (UTC−3) | Lemos 78' | Verslag (AUF) Verslag (El Ascenso) | 24' Monroy | Estadio José Nasazzi, Montevideo Toeschouwers: 350 Scheidsrechter: Diego Dunajec (Uruguay) |

|                                   |                           |               |                  |                                                                       |
| 2 december 2017 19:00 uur (UTC−3) | Albion FC                 | 2 - 1         | Colón FC         | Estadio Centenario, Montevideo Scheidsrechter: Javier Feres (Uruguay) |
| 2 december 2017 19:00 uur (UTC−3) | Páez 27' M. Rodríguez 47' | Verslag (AUF) | 45+1' Donnangelo | Estadio Centenario, Montevideo Scheidsrechter: Javier Feres (Uruguay) |

 Albion FC wint met 3-2 over twee wedstrijden en is kampioen van de Segunda División B.

## Totaalstand
Het totaalklassement - de optelling van de Apertura en Clausura - bepaalde de derde tot en met laatste plaats. De winnaars van de Apertura (Albion FC) en de Clausura (Colón FC), waren als deelnemer aan het Campeonato zeker van de top-twee. CA Basáñez behaalde het meeste punten van de clubs die geen toernooi hadden gewonnen en werd hierdoor derde. Colón behaalde het meeste punten, maar werd door hun nederlaag tegen Albion in het Campeonato tweede in de officiële eindstand.

### Totaalstand
|     | Club                  | Sp. | W  | G | V  | Pnt. | DV | DT | DS  |
| --- | --------------------- | --- | -- | - | -- | ---- | -- | -- | --- |
| 1.  | Colón FC              | 21  | 14 | 6 | 1  | 48   | 34 | 12 | +22 |
| 2.  | Albion FC             | 21  | 14 | 5 | 2  | 47   | 51 | 20 | +31 |
| 3.  | CA Basáñez            | 20  | 14 | 3 | 3  | 45   | 51 | 16 | +35 |
| 4.  | CA Platense           | 20  | 13 | 5 | 2  | 44   | 42 | 14 | +28 |
| 5.  | CA Bella Vista        | 21  | 13 | 3 | 5  | 42   | 31 | 17 | +14 |
| 6.  | CSD Huracán Buceo     | 20  | 9  | 3 | 8  | 30   | 34 | 28 | +6  |
| 7.  | IA Potencia           | 21  | 8  | 5 | 8  | 29   | 29 | 27 | +2  |
| 8.  | Rocha FC              | 20  | 7  | 5 | 8  | 26   | 28 | 26 | +2  |
| 9.  | Uruguay Montevideo FC | 21  | 6  | 8 | 7  | 26   | 25 | 27 | –2  |
| 10. | La Luz FC             | 20  | 8  | 1 | 11 | 25   | 29 | 27 | +2  |
| 11. | CD Parque del Plata   | 21  | 7  | 4 | 10 | 25   | 28 | 33 | –5  |
| 12. | Salus FC              | 20  | 6  | 5 | 9  | 23   | 16 | 25 | –9  |
| 13. | CSD Los Halcones      | 21  | 1  | 6 | 14 | 9    | 17 | 52 | –35 |
| 14. | CA Artigas            | 21  | 2  | 2 | 17 | 8    | 14 | 59 | –45 |
| 15. | CA Alto Perú          | 20  | 1  | 1 | 18 | 4    | 14 | 58 | –44 |

## Topscorers
Drie spelers deelden de topscorerstitel met dertien doelpunten elk. Hiervoor werden de Apertura en de Clausura (zowel groepsduels als finale) meegerekend.
| №  | Speler          | Club           | Goals |
| -- | --------------- | -------------- | ----- |
| 1. | Martín Monroy   | Albion FC      | 13    |
| 1. | Dilan Ribero    | CA Basáñez     | 13    |
| 1. | Facundo Vignone | CA Bella Vista | 13    |
| 4. | Pablo Olivera   | CA Basáñez     | 11    |
| 4. | Brayan Olmando  | IA Potencia    | 11    |